# Памятник А. М. Горькому (стела)
Памятник А. М. Горькому — памятник в Орле русскому советскому писателю, основателю социалистического реализма Алексею Максимовичу Горькому (Пешкову).

## Описание
«Человек! Это – великолепно!
Это – звучит гордо!»
Эти слова Алексея Максимовича Горького выбиты на стеле, установленной в честь писателя на улице, носящей его имя. Стела из декоративного бетона с, выполненным из меди, барельефом писателя и изображением птицы буревестника Архивная копия от 5 июля 2017 на Wayback Machine была установлена в 1971 году на  улице Горького у пересечения её с улицей Тургенева. В 2001 году стелу перенесли на пересечение улиц Горького и 7 Ноября по причине установки на этом месте рядом со зданием УВД памятника погибшим при исполнении служебных обязанностей сотрудников органов внутренних дел. Памятник Горькому расположен в литературном центре города. Недалеко находятся музей И. А. Бунина, дом-музей Т. Н. Грановского, музей Тургенева, музей писателей-орловцев.